# Batlle general de Catalunya
El batlle general de Catalunya va ser una figura administrativa incorporada pel rei Pere II de Catalunya-Aragó, l'ofici va ser reglamentat el 1347, amb funcions sobre la tresoreria reial i, en general, sobre tot el que afectava el patrimoni reial, que comprenia tant el domini públic (mines, salines, pastures, boscos, aigües, drets de caça i pesca), monopolis reials de serveis públics (molins, forns, carnisseries, banys, etc.), rendes i drets dominicals o emfitèutics (delmes, tasques, etc.), com, d'altra banda, censos, drets d'establiment emfitèutic, firma, lluïsmes, etc., imposts reials de diversa mena, impostos sobre pas marítim o terrestre de bestiar o mercaderies, drets de duana, etc. De la mateixa manera que el batlle era el receptor de les rendes i dels impostos reials, també era el pagador de les despeses de la Corona en el territori que administrava: salaris dels oficials reials, despeses de conservació o reparació d'edificis públics, castells, etc.
El batlle general només havia de retre comptes al mestre racional del rei o a qui el monarca designàs, mentre que ell podia demanar comptes a tots els oficials menors dependents de la batllia general. A més del vessant pròpiament econòmic, el càrrec de batlle general tenia també un vessant judicial i governatiu, ja que tenia competència en ambdues esferes sobre jueus i sarraïns, derivades de llur consideració, com ja hem dit, de tresor del rei. Tenia també jurisdicció sobre afers marítims i concedia, per exemple, llicències de navegació, autoritzava armaments en cors, etc. D'altra banda, també era competent en les qüestions judicials per causa de rendes i drets patrimonials i fiscals
El batlle general era, a més, el cap jeràrquic dels batlles locals i del personal lligat a la batllia. El nomenament del batlle general solia fer-se a beneplàcit, és a dir, revocable a voluntat del monarca; només en alguns casos era concedit amb caràcter vitalici, sovint després d'un temps d'exercici de la persona afavorida amb aquesta distinció. A través dels seus llibres de comptes hom pot seguir l'evolució de les rendes i drets del domini reial durant els segles xiv i xv.